# Athenic
L'Athenic est un paquebot-mixte britannique mis en service par la White Star Line en 1902. Construit par les chantiers Harland & Wolff de Belfast, il est le premier d'une série de trois navires destinés au transport de passagers mais surtout d'une importante cargaison à destination de la Nouvelle-Zélande. S'ils appartiennent à la White Star, les trois navires sont exploités en service conjoint avec la Shaw, Savill & Albion Line.
Durant la Première Guerre mondiale, l'Athenic poursuit son service à destination de la Nouvelle-Zélande, d'où il rapporte d'importantes cargaisons de viande congelée. Il lui arrive cependant durant ce service de transporter des troupes néo-zélandaises en Europe. À partir de 1917, il est réquisitionné pour faire traverser l'Atlantique aux troupes américaines. Il reprend ensuite son service commercial après-guerre, jusqu'à ce qu'il soit clairement dépassé par les nouveaux navires de la ligne, à la fin des années 1920.
En 1928, il est donc vendu à une compagnie norvégienne qui le reconvertit en baleinier et le renomme Pelagos. Il entame alors une longue carrière sous ce nouveau pavillon. Durant la Seconde Guerre mondiale, il est capturé en 1941 par les Allemands, qui en font le même usage pour leur propre compte. Il est coulé en octobre 1944, dans le cadre d'expérimentations. Dès l'année suivante, les Norvégiens le renflouent, et l'utilisent à nouveau comme baleinier. Il poursuit sa carrière jusqu'en 1962, date à laquelle il est finalement démoli.

## Histoire

### Construction et premières années de service

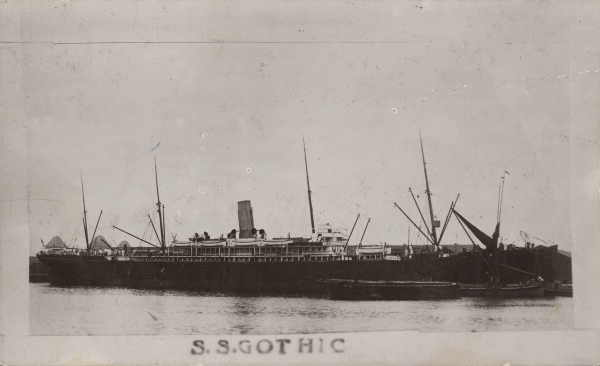
L'Athenic est une version agrandie et perfectionnée du Gothic mis en service neuf ans plus tôt.

Depuis le début des années 1880, la White Star Line est présente sur la ligne de la Nouvelle-Zélande qu'elle exploite de concert avec la Shaw, Savill & Albion Line (cette dernière se chargeant de la gestion des navires). Trois premiers navires sont fournis en 1884 par la White Star, le Coptic, le Doric et l'Ionic. En 1893, ils sont rejoints par le Gothic, plus moderne et luxueux. En 1897, un nouveau navire, le Delphic, entre en service. Il est pour sa part conçu pour transporter de grandes quantités d'immigrants. Au début du XXe siècle, cependant, les plus anciens navires doivent être remplacés, et la White Star envisage la construction de trois nouveaux navires, l'Athenic, le Corinthic et l'Ionic (deuxième du nom). Héritiers du Gothic, ils sont nettement plus gros, et conçus pour transporter à la fois des passagers et une très importante cargaison de viande congelée.
Premier des trois navires, l'Athenic est mis en construction dans les chantiers Harland & Wolff de Belfast. Il est lancé le 17 août 1901. Sa construction dure encore cinq mois durant lesquels sont installées ses machines et aménagements, et le navire est livré à sa compagnie le 23 janvier 1902. L'Athenic effectue ensuite son voyage inaugural le 14 février suivant, sous le commandement du capitaine Kenson qui le dirige ensuite pour 26 autres voyages, jusqu'en 1913. Parti de Londres, il fait escale à Tenerife au Cap et à Hobart avant son terminus, à Wellington, le 2 avril. Le voyage de retour passe pour sa part par le cap Horn, Montevideo, Rio de Janeiro et à nouveau Tenerife. Il arrive ainsi que certains passagers paient pour la coûteuse expérience que représente une traversée autour du monde : c'est ainsi que de décembre 1910 à avril 1911, Mildred Savill (descendante d'un des fondateurs de la Shaw, Savill & Albion Line) effectue avec sa famille un de ces voyages de plus de 25 000 miles, ancêtre des croisières autour du monde.
Navire moderne, l'Athenic est également populaire aux yeux de ses équipages. Ainsi, en 1912, alors qu'une grève des dockers paralyse la Nouvelle-Zélande, les marins de l'Athenic sont priés de rejoindre le mouvement. Ils répondent par une déclaration de fidélité à leur capitaine et poursuivent leur travail. La cargaison du navire est chargée par les fermiers qui l'ont produite, et le voyage se poursuit.

### Guerre et fin de carrière à la White Star

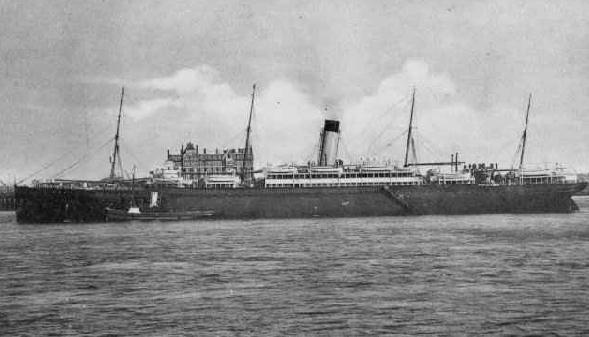
Comme le Corinthic, l'Athenic reste en service commercial au début de la guerre.

Lorsque la Première Guerre mondiale éclate en août 1914, l'Athenic se trouve en Nouvelle-Zélande. Il est décidé de le maintenir en service commercial, sa grande capacité de transport de viande le rendant particulièrement utile. Il en va de même pour le Corinthic tandis que l'Ionic est réquisitionné comme transport de troupes. Le 28 février 1916, durant une escale à Tenerife, l'Athenic récupère à son bord des marins britanniques qui avaient été faits prisonniers par le croiseur Möwe. En décembre 1916, le navire est chargé de transporter en Europe des troupes néo-zélandaises, et porte alors la désignation HMNZT no 17 à la place de son nom. À partir du 16 mars 1917 et jusqu'au 3 juillet 1919, il est opéré dans le cadre du Liner Requisition Scheme. Restant sur sa ligne habituelle, il passe cependant désormais par le canal de Panama afin de gagner du temps. Ses cargaisons de viande sont compressées afin qu'il puisse en transporter plus. Avec l'entrée en guerre des États-Unis, en 1917, le navire est également chargé de transporter en Europe des régiments américains.
Après la guerre, l'Athenic continue à emprunter la route de Panama, plus rapide. C'est dans ces conditions qu'il vient au secours des 80 passagers et de l'équipage du Muramar, échoué près des Bahamas, le 3 mai 1920. Avec les années, cependant, le navire se fait vieux ; la White Star Line, tout comme la Shaw, Savill & Albion Line sont rachetées par Lord Kylsant début 1927, ce qui entraîne une réorganisation du service et la commande de navires plus modernes. L'Athenic est dès lors menacé, car trop ancien. En avril 1927, il fait une unique traversée à destination de l'Australie, mais ne poursuit pas ses activités sur cette ligne également en cours de réorganisation à l'époque. Finalement, en octobre 1927, le navire effectue sa dernière traversée pour la Nouvelle-Zélande.

### Carrière de baleinier
En mai 1928, l'Athenic est vendu à la compagnie norvégienne Hvalfangerselskapet Pelagos A/S Swend Foyn Brunn. Renommé Pelagos, il est converti au mazout et transformé pour servir de baleinier. Il conserve cependant ses installations de première classe. Après cette refonte, il est envoyé lors de plusieurs campagnes de pêche à la baleine dans l'Antarctique. C'est lors de la douzième de ces campagnes, alors qu'il est accompagné de treize autres navires, qu'il est capturé le 15 janvier 1941 par le croiseur allemand Pinguin et emmené à Bordeaux.
Durant plusieurs années, il est géré par la compagnie de baleiniers allemande Erste Deytscge Wakfabg Ges., et utilisé comme dépôt pétrolier pour une flotte de sous-marins basée en Norvège. Le 24 octobre 1944, il est coulé à Kirkenes durant un exercice naval. Dès l'année suivante, les Norvégiens le récupèrent et le refondent en modifiant sa superstructure. Il reprend alors ses activités de baleinier pour plus de quinze années. Le 24 juin 1962, après soixante ans d'existence, il est vendu à des démolisseurs de Hambourg. Les opérations de démantèlement sont troublées par un incendie, mais se terminent rapidement.

## Caractéristiques

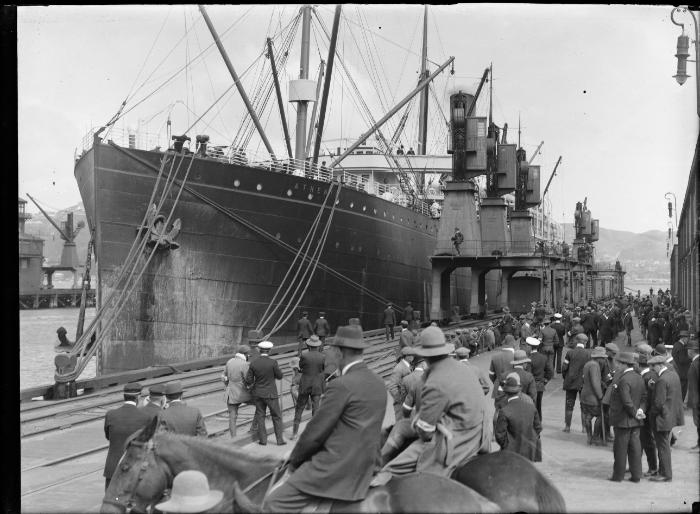
L'Athenic dans le port de Wellington, durant le mouvement de grève de 1912.

Avec 152 mètres sur 19 et 12 345 tonneaux de jauge brute, l'Athenic est l'un des plus grands navires de la ligne néo-zélandaise à l'époque. Son tonnage est cependant légèrement inférieur à celui de ses jumeaux (lors de sa refonte en 1945, il est réduit à 12 100 tonneaux). Bien qu'il soit à peine plus long que le Gothic, c'est sa largeur qui lui permet d'offrir des installations spacieuses. Les passagers disposent de vastes espaces de promenade sur le pont. Les installations de première et deuxième classe, pour 120 personnes chacune, sont situées au centre du navire, la troisième classe, pour 450 passagers, étant à l'arrière. Les installations sont confortables, bien aérées et éclairées. La plus importante caractéristique du navire est cependant la taille de ses dix chambres froides, d'une capacité de 8 500 mètres cubes environ, destinées à transporter de la viande congelée.
L'Athenic est propulsé par deux hélices alimentées par des machines à quadruple expansion, lui permettant d'atteindre une vitesse de 13 à 14 nœuds. Il fait ainsi le tour du monde en trois à quatre mois, le voyage de Londres à Wellington lui prenant une quarantaine de jours. Sa silhouette se distingue par ses quatre mâts non pourvus de voiles (ils servent surtout à maintenir en place les grues de chargement), et par sa cheminée aux couleurs de la White Star, ocre brun surmonté de noir.